# Cipang Kanan
Cipang Kanan is een bestuurslaag in het regentschap Rokan Hulu van de provincie Riau, Indonesië. Cipang Kanan telt 1432 inwoners (volkstelling 2010).